# Пуэнсо, Луис
Луис Пуэнсо (исп. Luis Puenzo; род. 19 февраля 1946) — аргентинский кинорежиссёр, сценарист, продюсер.

## Биография
Родился в 1946 году. Уже в 19 лет начал делать успешную карьеру в производстве телевизионной рекламы, для чего основал собственную производственную студию Луис Пуэнсо Синема. После ослабления политических репрессий, известных как Грязная война, снял свой практически первый полнометражный игровой фильм «Официальная версия» (исп. La historia oficial, в международном прокате — англ. The Official Story, 1985 год). Картина получила премию Оскар как Лучший иностранный фильм, «Золотой глобус» в аналогичной категории, 9 премий «Серебряный кондор» практически во всех номинациях и ещё 11 кинематографических наград. Эта работа режиссёра называется критиками той отправной точкой, от которой происходит понимание процессов, происходивших в Аргентине. Фильм стал «основой любого курса по изучению латиноамериканской культуры в Европе и США, сохраняя свою актуальность сейчас, как и двадцать лет назад».
После такого успеха режиссёр был приглашён компанией Columbia Pictures для работы в США, где снял «Старый гринго» (англ. Old Gringo, 1989 год, по одноимённому роману Карлоса Фуэнтеса 1985 года) с Грегори Пеком и Джейн Фонда в главных ролях. В 1992 им был снят фильм "Чума" - по одноимённому роману Камю. После этой работы он ушёл из режиссуры до 2004 года, когда выпустил драму «Шлюха и кит» (исп. La puta y la ballena) по сценарию, написанному им в соавторстве с Анхелес Гонсалес Синде и Лусией Пуэнсо, неплохо принятую критикой и получившую несколько премий.
Дочь — писательница, сценарист и режиссёр Лусия Пуэнсо.